# باتريك شرايبر
باتريك شرايبر (بالألمانية: Patrick Schreiber)‏ هو سياسي ألماني، ولد في 8 نوفمبر 1979 في درسدن في ألمانيا. حزبياً، نشط في الاتحاد الديمقراطي المسيحي. وقد انتخب عضو مجلس الشورى الموحد من ولاية سكسونيا.